# Trichius rosaceus
Trichius rosaceus là một loài bọ cánh cứng thuộc họ Scarabaeidae, phân họ Cetoniinae.
Loài này hiện diện ở phần lớn châu Âu, chúng có chiều dài khoảng 10 mm và có thể tìm thấy từ tháng 5 đến tháng 7 khi chúng ăn trên các bông hoa.

## Phân loài
- Trichius rosaceus rosaceus (Voet, 1769)
- Trichius rosaceus zonatus Germar, 1794

## Hình ảnh

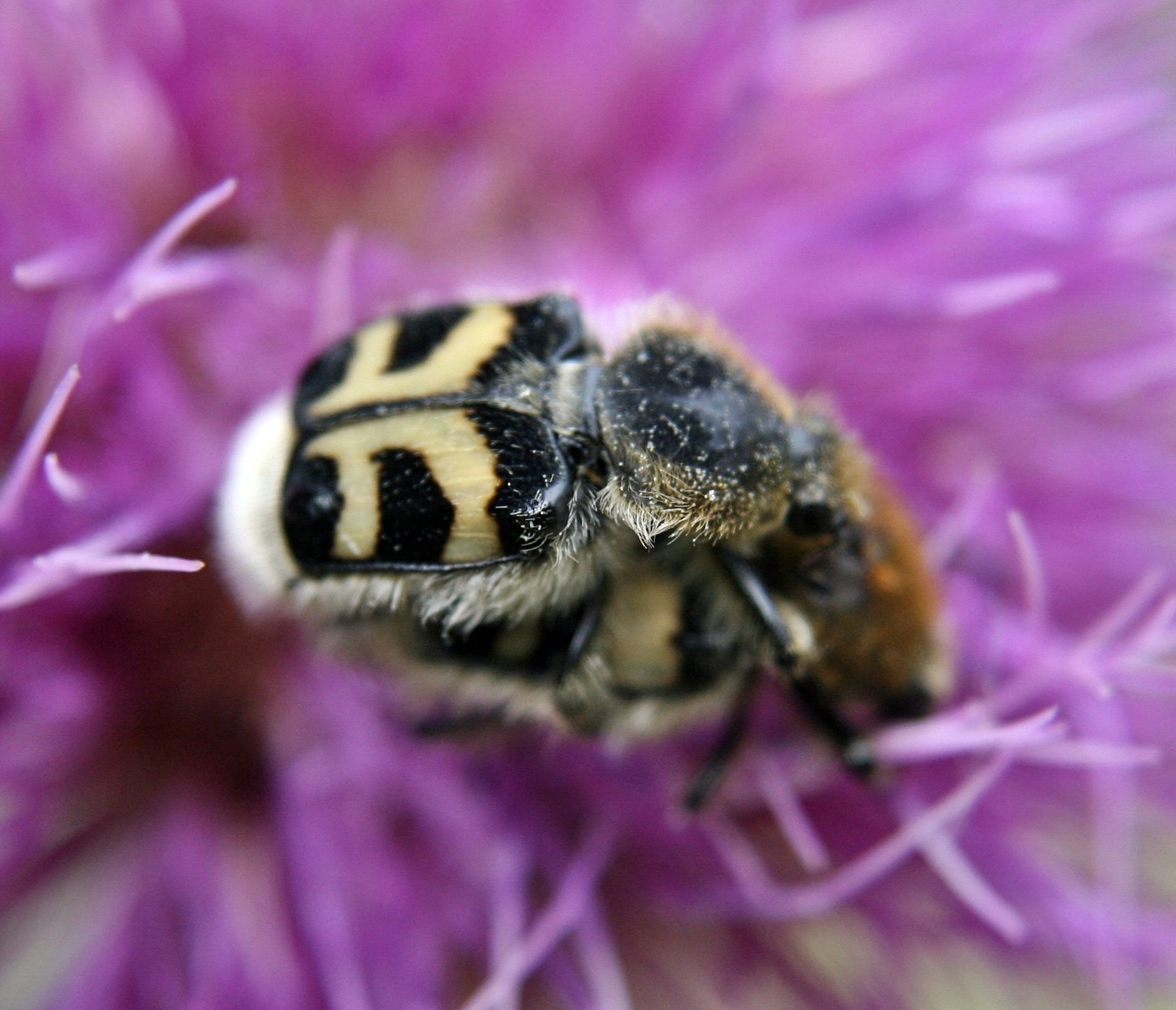
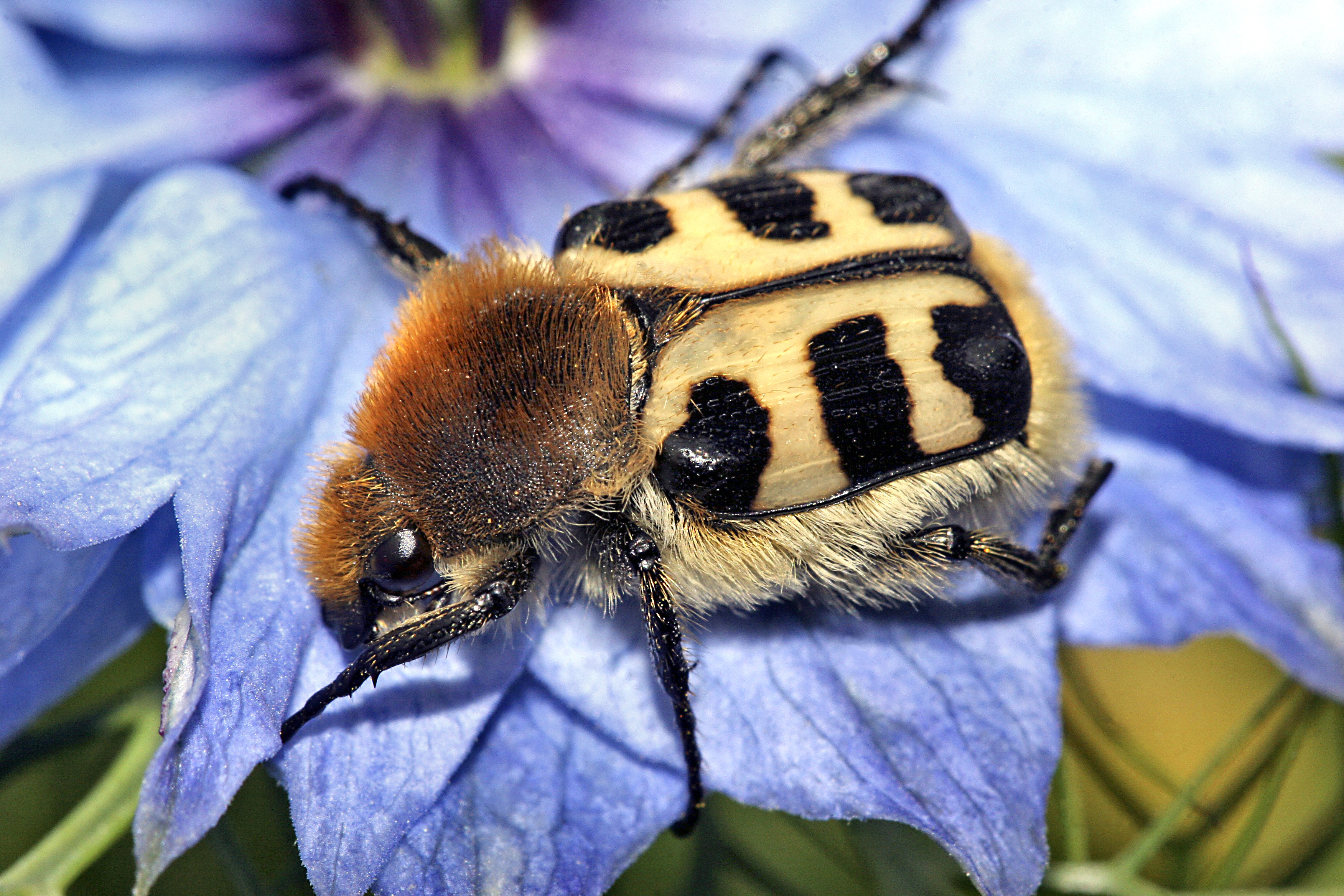
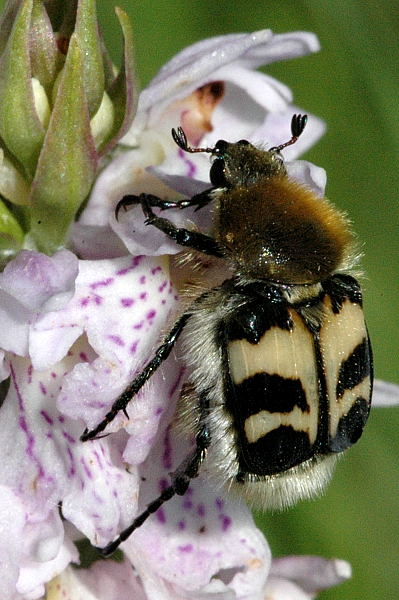
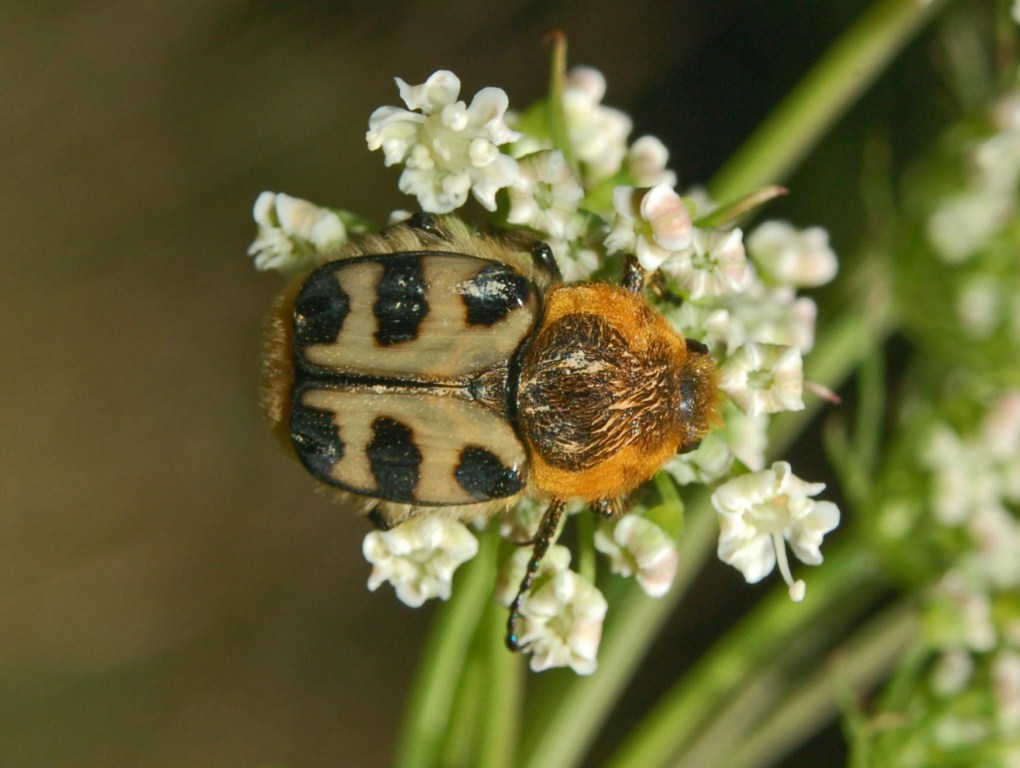